# 米羅斯拉夫·季希
米羅斯拉夫·季希（捷克語：Miroslav Tichý；1926年11月20日—2011年4月12日）或作米罗斯拉夫·蒂奇，是一名捷克摄影师。出生于捷克斯洛伐克基约夫附近的一个名为 Nětčice 的村庄。1940年左右曾在布拉格美术学院学习绘画。在20世纪60年代至1985年期间，米罗斯洛夫·提奇使用自制的简单照相机，拍摄了大量其家乡基约夫女性形象的照片。